# Красинский, Францишек
Францишек Красиньский (Франциск Красинский; пол. Franciszek Krasiński; 10 апреля 1525 — 16 марта 1577) — епископ краковский.
В качестве коронного подканцлера (с 1569) пользовался большим влиянием до бескоролевья в 1573, особенно в деле унии на сейме в Люблине 1569. Единственный из епископов, в акте конфедерации варшавской высказавшийся за свободу совести. Много сведений о Красинском в издании: «Akty podkanclerscy u poselscy» и в «Библиотеке ординации Красинских». Его племянник, Ян Красинский (1550—1612), был секретарём Стефана Батория, затем каноником гнезненским и луцким. Его главный труд: «Polonia» (Болонья, 1574) был переиздан у Mitzler’a, «Zbior» t. I (польский перевод Будзинского, Варшава, 1852). Ему же принадлежат: «Oratio ad Senatum et Equites Polonos de electione Henrici Valesii Poloniae Regis» (Болонья, 1573) и «Elegia» по поводу смерти Сигизмунда-Августа (Неаполь, 1572). В рукописи оставил «Commentarii belli Livonensis atque ducis Moscharum contra Livones».